# Jina (Sibiu)
Jina (deutsch Schinna oder auch Sinna, ungarisch Zsinna) ist eine Gemeinde im Kreis Sibiu in der Region Siebenbürgen in Rumänien.

## Geographische Lage

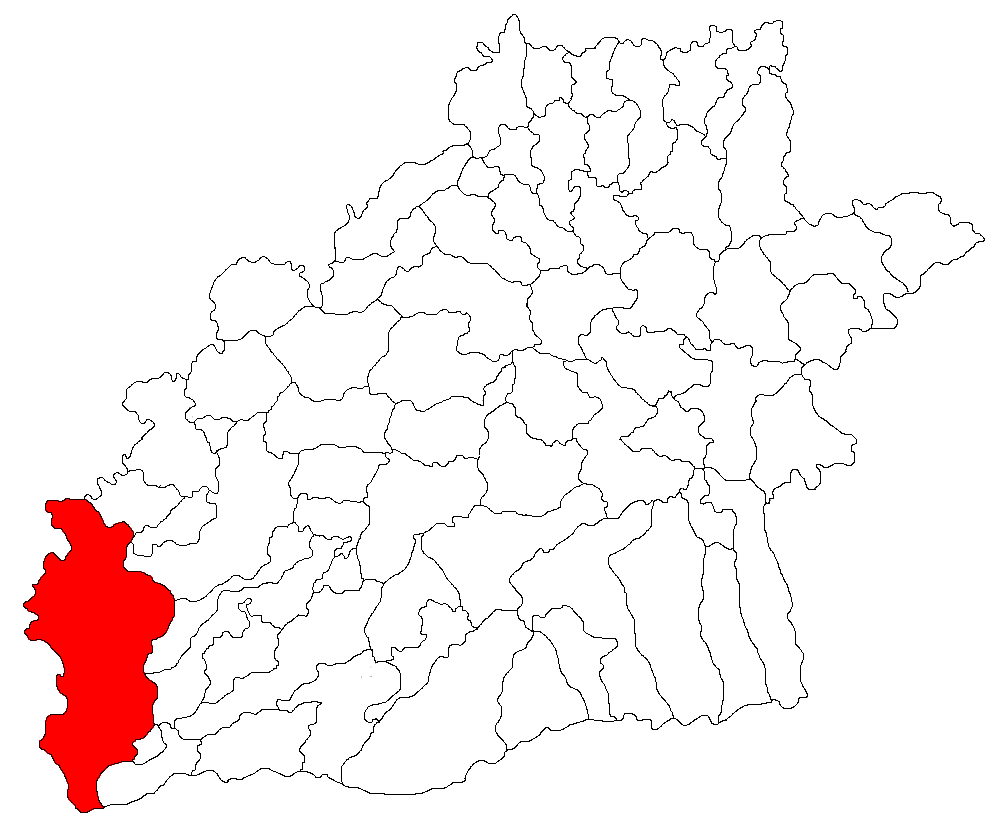
Lage von Jina im Kreis Sibiu

Die Gemeinde Jina liegt im Norden des Zibinsgebirges (Munții Cibin oder Munții Cindrel), südwestlich des Siebenbürgischen Beckens. Im historischen Mühlbacher Stuhl am Pârâul Negru – ein linker Nebenfluss des Cibin (Zibin) – befindet sich der Ort Jina auf etwa sieben Hügel, im Südosten des Kreises Sibiu. An der Kreisstraße (drum județean) DJ 106E liegt der Ort etwa 23 Kilometer westlich von der Kleinstadt Săliște (Selischte); die Kreishauptstadt Sibiu (Hermannstadt) liegt etwa 45 Kilometer östlich von Jina entfernt.
Die ältere Kirche im Zentrum des Ortes liegt bei einer Meereshöhe von 908 m (2979 Fuß), der restliche Ort erstreckt sich über sieben Hügel bis auf eine Höhe von 1064 m.

## Geschichte
Der Ort Jina wurde erstmals 1468 urkundlich erwähnt. Am südöstlichen Ende des Ortes liegt eine Siedlung von Löffelzigeunern, die sich mit der Holzschnitzerei beschäftigen. Der Ort ist bekannt durch die einheimische Volkstracht und dem jährlich im Juli dort stattfindenden Folklorefestival Sus pe muntele din Jina.
Das Hauptgewerbe der Bevölkerung sind die Viehzucht (hauptsächlich die Schäferei) und die Holzverarbeitung.

### Bevölkerungsentwicklung
Die Bevölkerung der Gemeinde entwickelte sich wie folgt:
| Volkszählung | Volkszählung | Ethnische Zusammensetzung | Ethnische Zusammensetzung | Ethnische Zusammensetzung | Ethnische Zusammensetzung |
| Jahr         | Bevölkerung  | Rumänen                   | Ungarn                    | Deutsche                  | andere                    |
| ------------ | ------------ | ------------------------- | ------------------------- | ------------------------- | ------------------------- |
| 1850         | 1.846        | 1.702                     | 1                         | -                         | 143                       |
| 1900         | 3.177        | 3.140                     | 15                        | 11                        | 11                        |
| 1941         | 4.211        | 4.206                     | 1                         | 2                         | 2                         |
| 1977         | 4.425        | 4.423                     | 1                         | -                         | 1                         |
| 2011         | 3.750        | 3.209                     | -                         | -                         | 381 (Roma 160)            |
| 2021         | 3.396        | 3.074                     | -                         | -                         | 322 (Roma 58)             |

Seit 1850 wurde auf dem Gebiet der heutigen Gemeinde die höchste Einwohnerzahl, gleichzeitig auch die der Rumänen, 1977 erreicht. Die höchste Bevölkerungszahl der Rumäniendeutschen wurde 1900, die der Magyaren (17) 1890 und die der Roma (218) wurde 1890 registriert. Des Weiteren bekannten sich neun als Ukrainer.

## Sehenswürdigkeiten
- Die rumänische-orthodoxe Kirche Buna Vestire,[7] 1795/96 errichtet und das Haus bei Nr. 213 stehen unter Denkmalschutz.[8]
- Neben der Buna Vestire-Kirche steht eine Holzkapelle, etwa 1826 errichtet. Hierher wurden die Überreste der ehemaligen Grabstätten neben der Kirche umgebettet, nachdem der heutige Friedhof bei Dealul Boii angelegt wurde.[7]
- Die Sf. Mihail și Gavril Kirche, von 1937 bis 1939 errichtet, auch die „Catedrala Munților“ (Kathedrale der Berge) genannt, hat zwei separate Eingänge[9] – einen für Männer und einen für Frauen – und bietet Platz für etwa 2000 Besucher.[10]
- „Museul Pastoral“, das ethnographische Museum der Familie Morariu (Hirten Museum).[11]

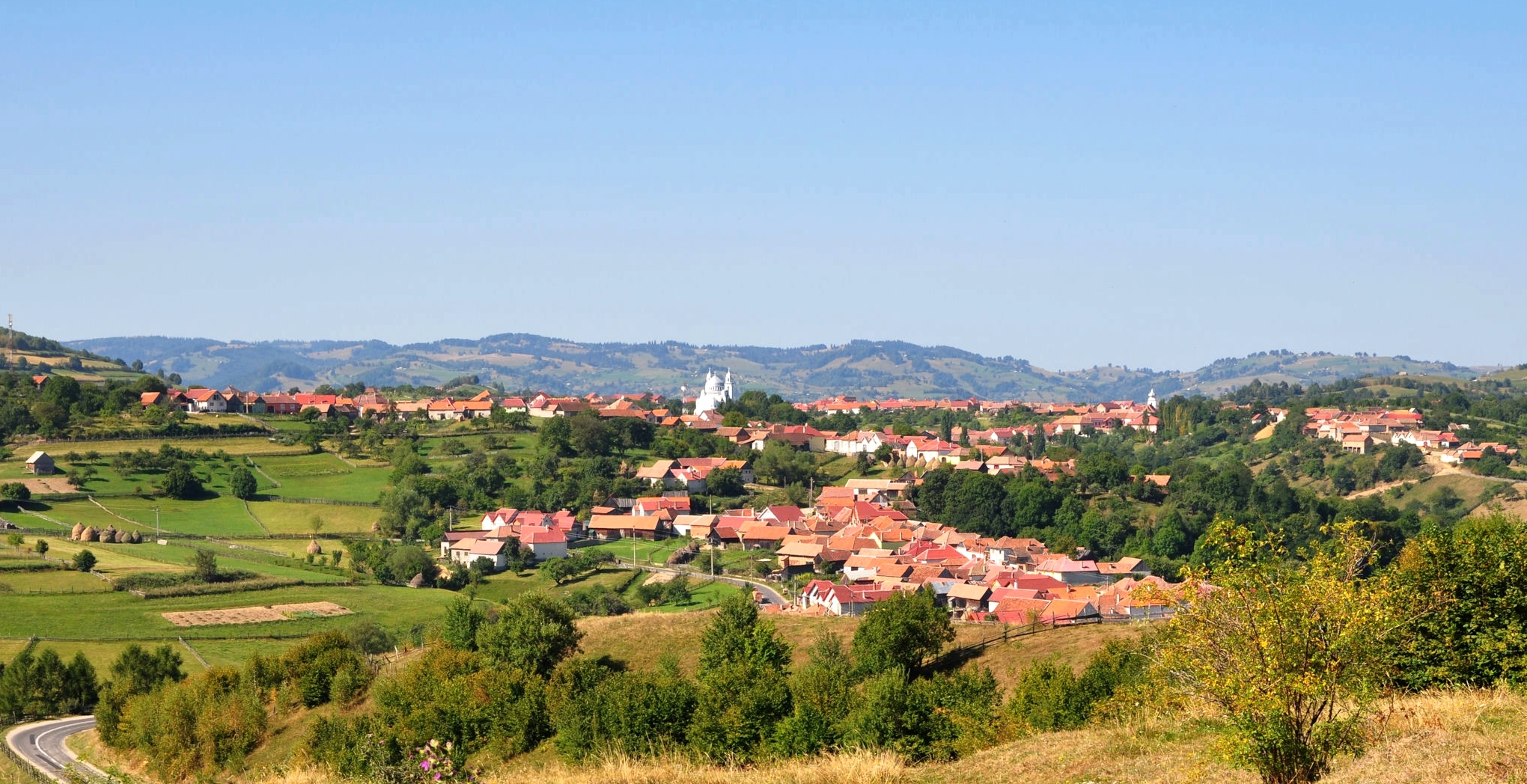
Blick auf Jina
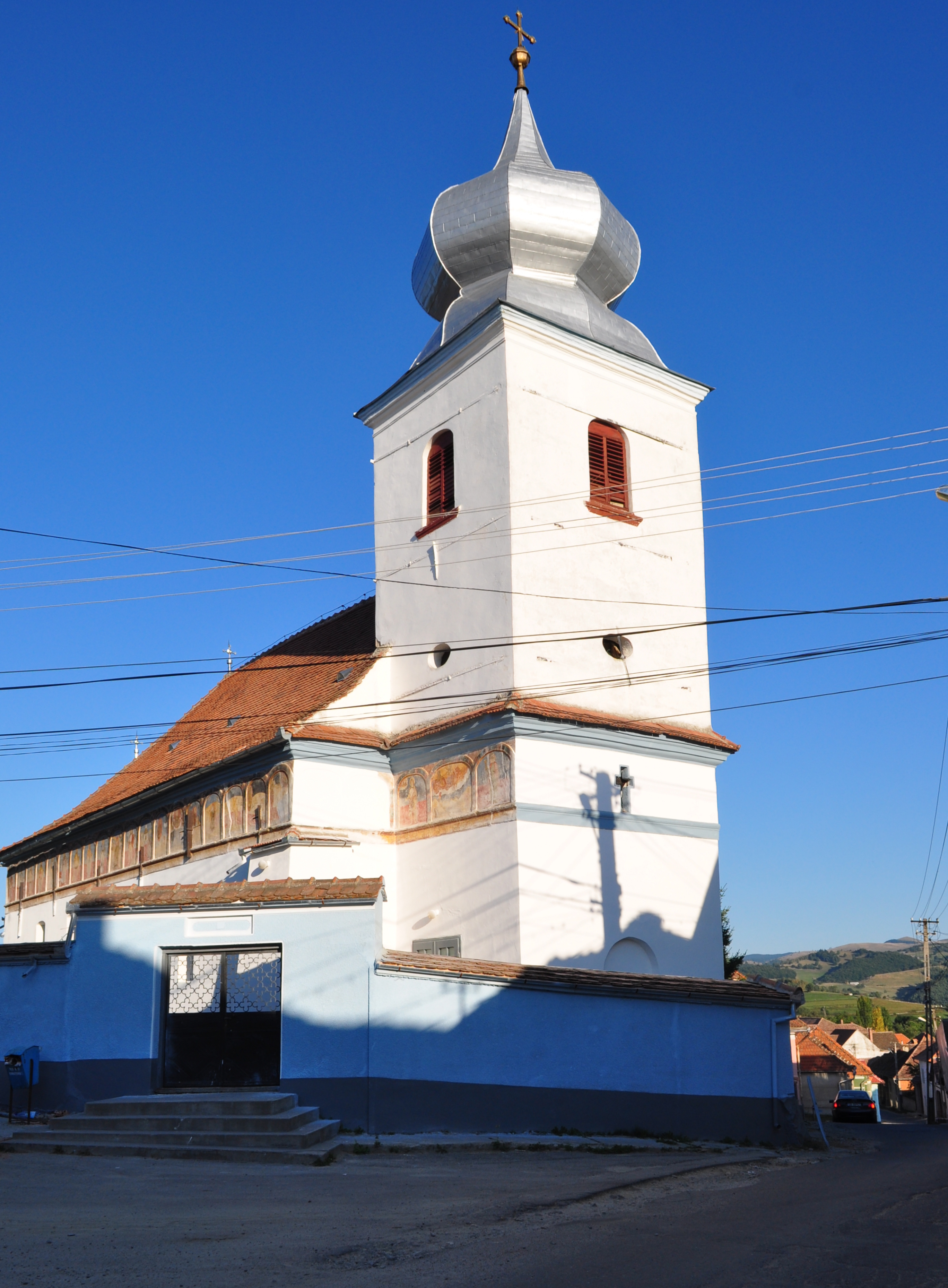
Die Buna Vestire Kirche
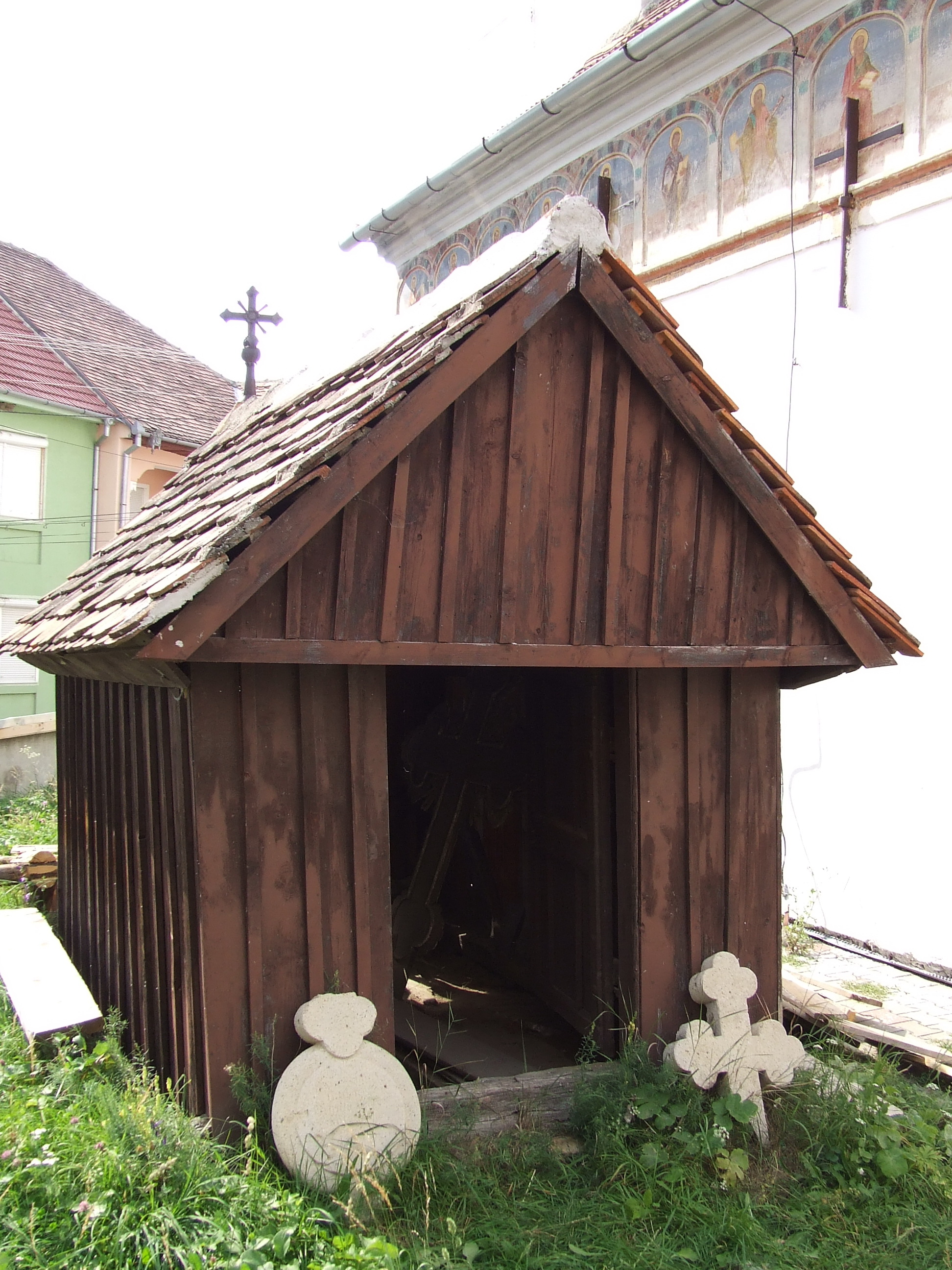
Kapelle in Jina